# Zarzecze (rada wiejska Dmytrowice)
Zarzecze lub Zarzyce (ukr. Заріччя) – wieś na Ukrainie, w rejonie jaworowskim (do 2020 roku w rejonie mościskim) obwodu lwowskiego.
Znajduje tu się przystanek kolejowy Zarzecze na linii Lwów - Przemyśl.

## Historia
Wieś szlachecka, własność Czuryłów, położona była w 1589 roku w ziemi przemyskiej województwa ruskiego.
Dawniej wieś w powiecie mościskim.